# Prem'er-Liga 2003
La Prem'er-Liga 2003 fu la dodicesima edizione della massima serie del campionato russo di calcio; vide la vittoria finale del CSKA Mosca, giunto al suo primo titolo. Capocannoniere del torneo fu Dmitrij Los'kov, calciatore della Lokomotiv Mosca, con 14 reti.

## Stagione

### Novità
Dalla Prem'er-Liga 2002 erano stati retrocessi l'Anži e il Sokol Saratov, mentre dalla Pervyj divizion 2002 erano stati promossi il Rubin e il Černomorec Novorossijsk. Prima dell'inizio della stagione l'Alanija tornò alla denominazione Spartak-Alanija Vladikavkaz. La Torpedo-ZIL cambiò denominazione in Torpedo-Metallurg dopo che la società venne acquistata dalla società metallurgica Norilsk Nickel. Il Rostsel'maš cambiò denominazione in Rostov dopo che la Rostsel'maš, società di impianti di ingegneria agricola, cessò la sua sponsorizzazione al club.

### Formula
Le sedici squadre partecipanti si sono affrontate in un girone all'italiana con partite di andata e ritorno per un totale di 30 giornate. La prima classificata al termine della stagione regolare era designata campione di Russia e ammessa al secondo turno di qualificazione della UEFA Champions League 2004-2005. Le squadre seconda e terza classificate venivano ammessa in Coppa UEFA 2004-2005, assieme alla vincitrice della Coppa di Russia. Ulteriori due posti vennero assegnati per la partecipazione alla Coppa Intertoto 2004. Le ultime due classificate erano retrocesse in Pervyj divizion.

## Squadre partecipanti
| Club                        | Stagione | Città           | Stadio                          | Stagione 2002               |
| --------------------------- | -------- | --------------- | ------------------------------- | --------------------------- |
| Černomorec Novorossijsk     | dettagli | Novorossijsk    | Stadio Centrale                 | 2º posto in Pervyj divizion |
| CSKA Mosca                  | dettagli | Mosca           | Stadio Dinamo                   | 2º posto in Prem'er-Liga    |
| Dinamo Mosca                | dettagli | Mosca           | Stadio Dinamo                   | 8º posto in Prem'er-Liga    |
| Kryl'ja Sovetov Samara      | dettagli | Samara          | Stadio Metallurg (Samara)       | 5º posto in Prem'er-Liga    |
| Lokomotiv Mosca             | dettagli | Mosca           | Stadio Lokomotiv                | Campione di Russia          |
| Rostov                      | dettagli | Rostov sul Don  | Stadio Olimp-2                  | 11º posto in Prem'er-Liga   |
| Rotor                       | dettagli | Volgograd       | Stadio Centrale                 | 9º posto in Prem'er-Liga    |
| Rubin                       | dettagli | Kazan'          | Stadio Centrale di Kazan'       | 1º posto in Pervyj divizion |
| Saturn-REN TV               | dettagli | Ramenskoe       | Saturn Stadium                  | 6º posto in Prem'er-Liga    |
| Šinnik                      | dettagli | Jaroslavl'      | Stadio Šinnik                   | 7º posto in Prem'er-Liga    |
| Spartak Mosca               | dettagli | Mosca           | Stadio Lužniki                  | 3º posto in Prem'er-Liga    |
| Spartak-Alanija Vladikavkaz | dettagli | Vladikavkaz     | Respublikanskij stadion Spartak | 12º posto in Prem'er-Liga   |
| Torpedo Mosca               | dettagli | Mosca           | Stadio Lužniki                  | 4º posto in Prem'er-Liga    |
| Torpedo-Metallurg           | dettagli | Mosca           | Stadio Ėduard Strel'cov         | 14º posto in Prem'er-Liga   |
| Uralan                      | dettagli | Ėlista          | Stadio Uralan                   | 13º posto in Prem'er-Liga   |
| Zenit San Pietroburgo       | dettagli | San Pietroburgo | Stadio Petrovskij               | 10º posto in Prem'er-Liga   |

## Classifica finale
|  | Pos. | Squadra                     | Pt | G  | V  | N  | P  | GF | GS | DR  |
|  | ---- | --------------------------- | -- | -- | -- | -- | -- | -- | -- | --- |
|  | 1.   | CSKA Mosca                  | 59 | 30 | 17 | 8  | 5  | 56 | 32 | +24 |
|  | 2.   | Zenit San Pietroburgo       | 56 | 30 | 16 | 8  | 6  | 48 | 32 | +16 |
|  | 3.   | Rubin                       | 53 | 30 | 15 | 8  | 7  | 44 | 29 | +15 |
|  | 4.   | Lokomotiv Mosca             | 52 | 30 | 15 | 7  | 8  | 54 | 33 | +21 |
|  | 5.   | Šinnik                      | 47 | 30 | 12 | 11 | 7  | 43 | 34 | +9  |
|  | 6.   | Dinamo Mosca                | 46 | 30 | 12 | 10 | 8  | 42 | 29 | +13 |
|  | 7.   | Saturn-REN TV               | 45 | 30 | 12 | 9  | 9  | 40 | 37 | +3  |
|  | 8.   | Torpedo Mosca               | 43 | 30 | 11 | 10 | 9  | 42 | 38 | +4  |
|  | 9.   | Kryl'ja Sovetov Samara      | 42 | 30 | 11 | 9  | 10 | 38 | 33 | +5  |
|  | 10.  | Spartak Mosca               | 36 | 30 | 10 | 6  | 14 | 38 | 48 | -10 |
|  | 11.  | Rostov                      | 32 | 30 | 8  | 10 | 12 | 30 | 42 | -12 |
|  | 12.  | Rotor                       | 31 | 30 | 9  | 5  | 16 | 33 | 44 | -11 |
|  | 13.  | Spartak-Alanija Vladikavkaz | 31 | 30 | 9  | 4  | 17 | 23 | 43 | -20 |
|  | 14.  | Torpedo-Metallurg           | 29 | 30 | 8  | 5  | 17 | 25 | 39 | -14 |
|  | 15.  | Uralan                      | 28 | 30 | 6  | 10 | 14 | 23 | 47 | -26 |
|  | 16.  | Černomorec Novorossijsk     | 24 | 30 | 6  | 6  | 18 | 30 | 49 | -19 |

Legenda:
      Campione di Russia e ammessa alla UEFA Champions League 2004-2005.
      Ammessa alla Coppa UEFA 2004-2005.
      Ammessa alla Coppa Intertoto 2004.
      Retrocesse in Pervyj divizion 2004.
Note:
Tre punti a vittoria, uno a pareggio, zero a sconfitta.

## Risultati
|                         | CSK  | Zen  | Rub  | LoM  | Šin  | DiM  | Sat  | ToM  | Kry  | SpM  | Ros  | Rot  | SpA  | TMM  | Ura  | Čer  |
| ----------------------- | ---- | ---- | ---- | ---- | ---- | ---- | ---- | ---- | ---- | ---- | ---- | ---- | ---- | ---- | ---- | ---- |
| CSKA Mosca              | –––– | 2-2  | 4-0  | 2-0  | 2-2  | 1-1  | 1-1  | 2-0  | 3-0  | 3-2  | 0-1  | 3-0  | 3-0  | 1-0  | 2-0  | 3-2  |
| Zenit San Pietroburgo   | 4-1  | –––– | 1-0  | 0-0  | 1-2  | 0-0  | 2-1  | 1-0  | 2-2  | 2-1  | 0-0  | 0-0  | 2-1  | 3-0  | 5-1  | 3-0  |
| Rubin Kazan'            | 3-2  | 1-2  | –––– | 3-1  | 1-0  | 2-1  | 0-0  | 3-1  | 3-1  | 1-0  | 5-0  | 1-0  | 4-0  | 1-0  | 0-0  | 3-1  |
| Lokomotiv Mosca         | 1-3  | 1-2  | 1-1  | –––– | 6-1  | 2-0  | 2-1  | 1-2  | 2-1  | 2-1  | 0-0  | 3-0  | 2-0  | 1-0  | 6-0  | 1-0  |
| Šinnik                  | 1-1  | 3-0  | 2-2  | 1-1  | –––– | 0-0  | 1-0  | 1-1  | 2-0  | 1-2  | 4-1  | 2-2  | 2-0  | 3-0  | 2-1  | 1-1  |
| Dinamo Mosca            | 2-3  | 7-1  | 0-0  | 1-1  | 1-2  | –––– | 1-1  | 1-2  | 2-1  | 3-2  | 1-1  | 3-1  | 0-0  | 0-1  | 2-0  | 3-2  |
| Saturn-REN TV           | 2-2  | 1-3  | 1-1  | 0-0  | 2-1  | 0-1  | –––– | 2-0  | 1-1  | 3-2  | 2-1  | 4-1  | 2-2  | 0-3  | 2-1  | 2-0  |
| Torpedo Mosca           | 3-2  | 1-2  | 4-2  | 1-0  | 1-1  | 1-1  | 4-3  | –––– | 0-0  | 3-0  | 1-1  | 0-3  | 2-0  | 3-0  | 3-0  | 1-1  |
| Kryl'ja Sovetov         | 0-2  | 2-1  | 0-0  | 3-0  | 1-0  | 1-0  | 3-1  | 4-2  | –––– | 0-2  | 3-0  | 3-0  | 3-0  | 2-0  | 0-0  | 1-1  |
| Spartak Mosca           | 0-0  | 1-1  | 0-2  | 2-5  | 3-1  | 2-1  | 0-1  | 1-0  | 1-1  | –––– | 1-0  | 3-2  | 1-2  | 0-2  | 1-1  | 2-1  |
| Rostov                  | 0-1  | 1-1  | 0-1  | 1-1  | 1-1  | 1-1  | 1-2  | 0-0  | 2-1  | 3-2  | –––– | 4-3  | 3-1  | 1-0  | 1-0  | 0-2  |
| Rotor                   | 1-2  | 1-4  | 3-1  | 0-2  | 0-0  | 0-1  | 0-1  | 2-0  | 1-0  | 1-1  | 2-0  | –––– | 2-1  | 2-2  | 2-0  | 3-0  |
| Spartak-Alanija         | 0-1  | 0-2  | 1-0  | 3-2  | 0-1  | 0-1  | 1-0  | 0-0  | 1-1  | 3-0  | 1-0  | 1-0  | –––– | 2-0  | 0-1  | 1-0  |
| Torpedo-Metallurg       | 2-1  | 0-1  | 1-2  | 1-3  | 1-2  | 0-1  | 2-3  | 0-0  | 3-0  | 0-0  | 0-3  | 1-0  | 3-1  | –––– | 1-1  | 0-0  |
| Uralan                  | 2-2  | 1-0  | 1-1  | 1-2  | 0-2  | 1-5  | 0-0  | 2-2  | 0-0  | 1-2  | 3-1  | 0-1  | 2-1  | 1-0  | –––– | 1-0  |
| Černomorec Novorossijsk | 0-1  | 1-0  | 1-0  | 2-5  | 2-1  | 0-1  | 0-1  | 2-4  | 1-3  | 2-3  | 2-2  | 1-0  | 3-0  | 1-2  | 1-1  | –––– |

## Statistiche

### Classifica marcatori
| Gol |  |  | Giocatore          | Squadra                |
| --- |  |  | ------------------ | ---------------------- |
| 14  |  |  | Dmitrij Los'kov    | Lokomotiv Mosca        |
| 13  |  |  | Aleksandr Keržakov | Zenit San Pietroburgo  |
| 13  |  |  | Valerij Esipov     | Rotor                  |
| 11  |  |  | Aleksej Medvedev   | Saturn                 |
| 11  |  |  | Roni               | Rubin                  |
| 10  |  |  | Roman Pavljučenko  | Spartak Mosca          |
| 9   |  |  | Egor Titov         | Spartak Mosca          |
| 9   |  |  | Dmitrij Bulykin    | Dinamo Mosca           |
| 9   |  |  | Andrej Karjaka     | Kryl'ja Sovetov Samara |
| 9   |  |  | Martin Kušev       | Šinnik                 |
| 9   |  |  | Rolan Gusev        | CSKA Mosca             |
| 9   |  |  | Andrej Tichonov    | Kryl'ja Sovetov Samara |